# Station Nakayamadera
Station Nakayamadera (中山寺駅, Nakayamadera-eki) is een spoorwegstation in de Japanse stad Takarazuka in de prefectuur Hyōgo. Het wordt aangedaan door de Fukuchiyama-lijn. Het station heeft twee sporen, gelegen aan twee zijperrons.

## Treindienst

### JR West
| 1,2 | ■ Fukuchiyama-lijn | richting Takarazuka en Sanda              |
| 3,4 | ■ Fukuchiyama-lijn | richting Amagasaki, Osaka en Kita-Shinchi |

## Geschiedenis
Het station werd in 1897 geopend als station Nakayama. In 1915 werd de naam veranderd in Nakayamadera. 

## Overig openbaar vervoer
Bussen 72, 76, 77 en 91 van Hankyu  en bussen 5, 52 en 55 van het netwerk van Itami.

## Stationsomgeving
- Station Nakayama aan de Hankyu Takarazuka-lijn
- Autoweg 176
- Nakayamadera-tempel
- Ministop
- Grand Gate Takarazuka (winkelcentrum)
- Gyomu Super (supermarkt)
- Daimaru Peacock (supermarkt)

(JR Kioto-lijn<<) ·  Ōsaka ·  Tsukamoto ·  Amagasaki ·  Tsukaguchi ·  Inadera ·  Itami ·  Kita-Itami ·  Kawanishi-Ikeda ·  Nakayamadera ·  Takarazuka ·  Namaze ·  Nishinomiyanajio ·  Takedao ·  Dōjō ·  Sanda ·  Shin-Sanda ·  Hirono ·  Aino ·  Aimoto ·  Kusano ·  Furuichi ·  Minami-Yashiro ·  Sasayamaguchi ·  Tamba-Oyama ·  Shimotaki ·  Tanikawa ·  Kaibara ·  Isō ·  Kuroi ·  Ichijima ·  Tamba-Takeda ·  Fukuchiyama · (>>Sanin-lijn)